# Большой Силим
Большой Силим — река в Тарском районе Омской области России. Устье реки находится в 18 км по правому берегу реки Бобровка. Длина реки составляет 11 км. Объединяет воды Малого Силима и Силима.

## Данные водного реестра
По данным государственного водного реестра России относится к Иртышскому бассейновому округу, водохозяйственный участок реки — Иртыш от впадения реки Омь до впадения реки Ишим, без реки Оша, речной подбассейн реки — бассейны притоков Иртыша до впадения Ишима. Речной бассейн реки — Иртыш.